# Jorge Arganis Díaz Leal
Jorge Arganis Díaz Leal, né le 20 avril 1943 à Mexico et mort le 24 mai 2024, est un homme politique mexicain. Ingénieur civil de formation et fonctionnaire, il est secrétaire aux Communications et aux Transports de 2020 à 2022 au sein du gouvernement López Obrador.

## Biographie

### Études
Jorge Arganis Díaz Leal suit des études en ingénierie civile à la faculté d'ingénierie de l'université nationale autonome du Mexique. Il obtient un diplôme en administration de la construction (CMIC) et suit également des études en gestion de projets et en développement des affaires.

### Carrière
À partir de 1963, Jorge Arganis Díaz Leal travaille pour le secrétariat des travaux public de l'Université nationale autonome du Mexique, au sein de plusieurs directions générales.
En 1971, il entre chez Petróleos Mexicanos comme technicien conseil de la direction générale. Puis, en 1975, il est nommé directeur des relations de la chambre nationale de l'industrie de la construction. De 1977 à 1997 il travaille dans l'entreprise Ingénieurs Civils Associés (ICA).
En 1997, il passe dans le secteur public, au sein de l'administration du gouvernement du district fédéral de Mexico. Il est alors directeur de la centrale d'enrobage du district. De 2002 à 2006, sous la mandature d'Andrés Manuel López Obrador comme chef du gouvernement du district fédéral, il est chargé de la direction générale des travaux publics.

#### Ministre
Jorge Arganis Díaz Leal est nommé secrétaire aux Communications et aux Transports fin juillet 2020 au sein du gouvernement López Obrador. Il quitte cette fonction le 15 novembre 2022.

### Affaire
En octobre 2021, son nom est cité dans les Pandora Papers, ayant été dans les années 1990 propriétaire d'une entreprise située dans les Îles vierges britanniques.

### Mort
Jorge Arganis Díaz Leal est mort le 24 mai 2024.